# Daoud Nassar

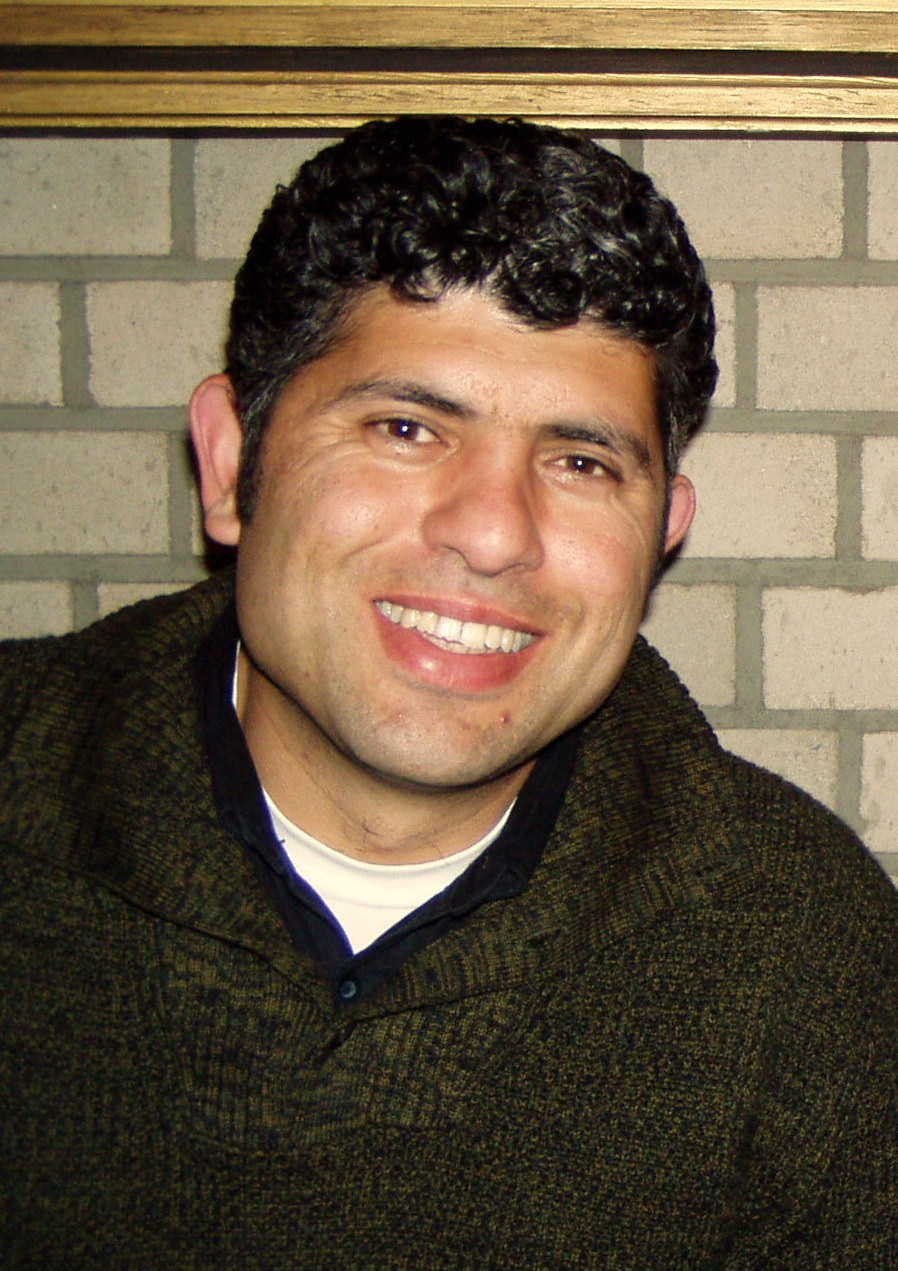
Daoud Nassar, 2008

Daoud Nassar (* 18. Oktober 1970 in Beit Dschala, Palästina) ist ein Palästinenser, evangelisch-lutherischer Christ sowie Gründer und Leiter des privaten Friedensprojekts „Zelt der Völker“ (Tent of Nations) südwestlich von Betlehem.

## Leben
Nassar ist das zweitjüngste Kind des Palästinensers Bishara Nassar († 1976). Er betreibt mit der Familie im Sinne seines Vaters das christlich motivierte Projekt „Zelt der Völker“ auf eigenem Landbesitz, neun Kilometer südwestlich von Betlehem in dem von Israel besetzten palästinensischen Gebiet des Westjordanlands, umgeben von israelischen Siedlern. Parallel vertritt die Familie seit 1991 ihre durch osmanische, britische, jordanische und israelische Dokumente verbrieften Besitzrechte an ihrem durch die israelischen Siedler rundum bedrängten Grundbesitz vor israelischen Gerichten. Den 42 Hektar großen Weinberg hatte Nassars Großvater Daher Nassar, ein mit seiner Familie aus dem Libanon zugewanderte christlicher Araber, im Jahr 1916 gekauft.
Nassar verbrachte seine Jugend in Betlehem. Sein Abitur machte er im Jahr 1989 an der evangelisch-lutherischen Schule Talitha Kumi in Beit Dschala. Aufgrund persönlicher Kontakte seines Lehrers zur Bibelschule Schloss Klaus in Oberösterreich besuchte er diese und machte 1991 die österreichische Matura in Kirchdorf an der Krems. Danach kehrte er nach Palästina zurück, studierte Betriebswirtschaft an der Universität Betlehem und schloss mit dem Magister ab. Nach ersten Berufsjahren in Betlehem kam er nach Deutschland und absolvierte in den Jahren 1997/1998 an der Fachhochschule Bielefeld ein Aufbaustudium in „Internationalem Tourismusmanagement“.
Seit seiner Schulzeit engagierte sich Nassar in der Jugendarbeit und arbeitete an verschiedenen Austauschprogrammen mit. So war er Koordinator des schwedischen Projekts „Youth Action Plan for Human Rights“ in Betlehem. Beruflich arbeitete er mehrere Jahre im Bereich Tourismus in der evangelisch-lutherischen Kirche in Bethlehem. Seit September 2000 ist er Leiter des Projekts „Zelt der Völker“, organisiert Jugendtreffen auf seinem Landbesitz und bereist die Welt zu Vortragsveranstaltungen und Spendensammlungen.
Nassar ist verheiratet, das Ehepaar hat drei Kinder.

## Projekt „Zelt der Völker“
Das „Zelt der Völker“ („Tent of Nations“) ist ein Freizeit- und Begegnungszentrum, überwiegend für Jugendliche, zur Werbung für Verständigung und Frieden zwischen Menschen aus verschiedenen Ländern und Kulturen. Unter der Rechtsträgerschaft des „Bethlehem Bible College“ haben die palästinensischen Projektverantwortlichen, Daoud Nassar und ein Patronatskomitee, seit dem Jahr 2000 das Begegnungscamp aufgebaut, das von Freundeskreisen in der ganzen Welt unterstützt wird.
Seitdem konnte u. a. eine Gruppe von etwa 30 christlich-arabischen Jugendlichen im Alter von 16 bis 30 Jahren aus den Ortschaften Betlehem, Beit Sahur und Bait Dschala betreut werden. Ein weiteres Ziel ist es, Kontakte mit muslimischen Jugendlichen zu bekommen. Dies gelingt über Begegnungen mit anderen Organisationen und Sportaktivitäten. Die Gesamtgruppe trifft sich einmal wöchentlich mit Daoud Nassar. Außerdem werden u. a. alljährlich drei bis vier Ferienaufenthalte für Jugendliche aus Europa arrangiert. Über eine Partnerorganisation absolvieren vereinzelt auch deutsche Jugendliche ihr freiwilliges soziales Jahr auf „Dahers Weinberg“.

## Auszeichnungen
- 2007: „Michael-Sattler-Friedenspreis“ des Deutschen Mennonitischen Friedenskomitees (Preisverleihung am 20. Mai 2007 in Rottenburg am Neckar).
- 2018: Deutsch-Französischer Preis für Menschenrechte und Rechtsstaatlichkeit (21. November 2018)[1]
- 2019: Auszeichnung durch die Engel der Kulturen-Stiftung für besondere Verdienste um den interkulturellen/interreligiösen Dialog (Preisverleihung am 16. Juni 2019 auf dem Klosterfest der Steyler Missionare in Sankt Augustin)[2]